# Arina Rodionovna
Arina Rodionovna (in russo Ари́на Родио́новна?; San Pietroburgo, 10 aprile 1758 – San Pietroburgo, 31 luglio 1828) è stata una serva russa appartenente alla famiglia di Abraham Hanibal, tata di Aleksandr Puškin e balia della sorella maggiore Olga Puškina. Per tutta la vita Puskin ha mantenuto nei suoi confronti un atteggiamento di tenerezza e di amore che presente nei suoi versi e nelle sue lettere, dove ha fatto frequenti allusioni..

## Biografia
Nacque nel distretto di Koporski (Governatorato di San Pietroburgo). Sua madre, Loukeria Kirillova, e suo padre Rodion Yakovlev (1728-1768), erano servi contadini e avevano sette figli. Arina era il suo nome usato in familia, mentre il suo nome ufficiale era Irina o Irinia.

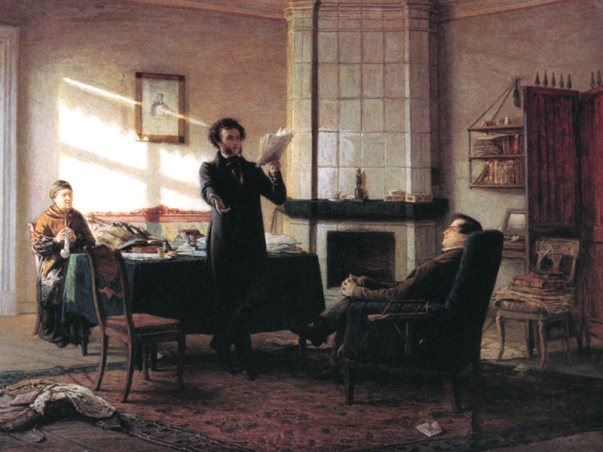
Opera di Nikolaj Nikolaevič Ge, А.S. Puškin nel villaggio di Mikhailovskoye

Alcuni autori ipotizzarono che Arina Rodionovna fosse di origine izoriana o chukhna. Secondo altri, avrebbe avuto origini bielorusse. Da bambina, fu indicata come serva di un luogotenente nel reggimento Semionovsky, il conte Fyodor Apraskine (1733-1789).
Nel 1759, Abraham Hanibal, bisnonno materno di Puškin, acquistò dal conte Fyodor Apraksin una tenuta con annessi servi della gleba. Nel 1781, Arina sposò un contadino di nome Fiodor Matveev ( 1756 - 1801 ), e le fu permesso di stabilirsi con il marito a Orbino, vicino a Gatchina. Dopo il suo matrimonio, divenne serva della gleba del nonno del poeta Osip Abramovich Hanibal, in seguito nutrice di Nadejda Ossipovna Pouchkina, poi dei figli di quest'ultima Olga, Alexandre e Lev.

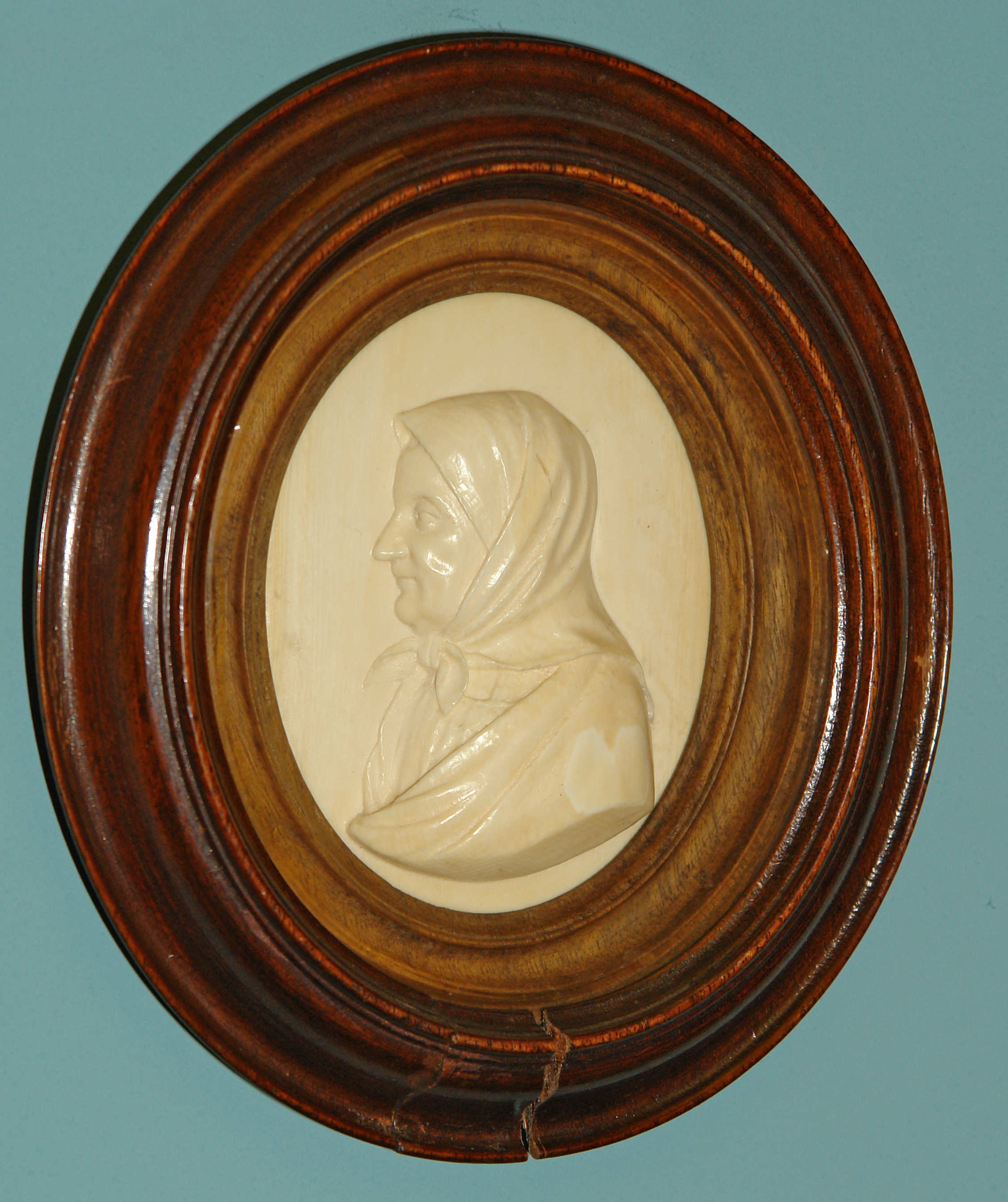
400

Nel 1792 la nonna di Puškin, Maria Alekseevna Hanibal, la assunse come tata per prendersi cura dei figli di suo nipote Aleksey, figlio di suo fratello Mikhail. Nel 1795, Maria Alekseevna le offrì una isba privata a Kobrino per ringraziarla dei suoi servizi. Dopo la nascita nel 1797 della sorella maggiore di Puškin, Olga, entrò nella famiglia Puškin come domestica, contemporaneamente ad Uliana Yakovlevna.
Nel 1807, la famiglia Hanibal vendette la proprietà dei servi vicino a Gatchina al governo di San Pietroburgo e si trasferì al governo di Pskov, nel quartiere Opotchetsky di Mikhailovskoye. Arina, attaccata al proprietario, ma non alla proprietà, venne quindi esclusa dalla vendita, il che la portò a seguire i suoi padroni nel governo di Pskov. Tra il 1824 e 1826, durante la fine dell'esilio del poeta, visse nella tenuta Mikhailovsky, periodo durante il quale Puškin, ma anche altri poeti (come Nikolai Yazykov), suoi amici che nelle loro lettere di saluti a Puškin, le dedicarono dei versi. 
Nel 1818, dopo la morte della nonna Maria Alekseevna Hanibal, la famiglia Puškin visse a San Pietroburgo, ma in estate si trasferì nella tenuta Mikhailovskoye. Arina Rodionovna condivise tra il 1824 e il 1826 un legame speciale con il poeta nella tenuta di famiglia dove visse in esilio. Ascoltando i suoi racconti, Puškin scrisse i testi delle canzoni popolari che lei conosceva e fiabe come il poema epico Ruslan e Ljudmila e le fiabe in versi Il pesciolino d'oro, Il galletto d'oro, Lo zar Saltan. Per gratitudine il poeta si ispira a lei per il ruolo della cameriera di Tatiana in Eugenio Onegin. Rodionovna servì come modello anche per la cameriera di Ksénia in Boris Godounov e per la cameriera della principessa in La Roussalka.
Puškin incontrò per l'ultima volta Arina il 14 settembre 1827. Dieci mesi dopo, il 31 luglio 1828, Arina Rodionovna, "la buona amica della mia povera giovinezza" morì all'età di 70 anni a San Pietroburgo in casa di Olga, la sorella maggiore del poeta, dopo una breve malattia. Venne sepolta nel cimitero di Smolensk, nella città di San Pietroburgo. La sua tomba è scomparsa, ma al posto suo è stata collocata una targa commemorativa.

## Nyane

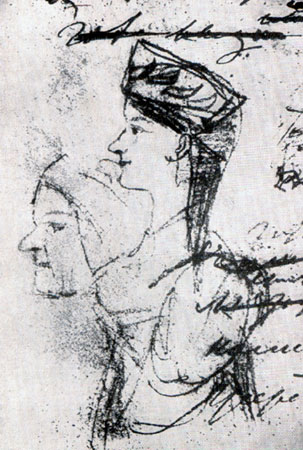
Disegno di A. S. Puškin, presumibilmente raffigurante Arina Rodionovna nella sua giovinezza e vecchiaia (1828)

Теснят твою всечасно грудь.»
(Aleksandr Puškin - Няне (1826))

## Rodionovna Arina Matveeva
Dopo la pubblicazione, nel 1940, degli archivi su Arina Rodionovna, alcuni autori la chiamarono Rodionovna Arina Matveeva o anche Iakovleva, aggiungendole così un ulteriore cognome. Prima della Rivoluzione d'Ottobre i suffissi -ovitč, -evič, -ovna, -evna, a cui talvolta veniva aggiunta la parola "figlio" o "figlia", non erano assegnati ai servi nei documenti ufficiali fino al 1917. La polemica che continuò ad essere alimentata, però, denota l'importanza data in Russia alla personalità del poeta Puškin e a tutto ciò che a lui direttamente o indirettamente è collegato.

## Cultura di massa
- Nel 1911, uno dei russi che vivevano sull'isola di Capri regalò a Maksim Gor'kij un ritratto in rilievo della tata di Puškin, scolpito nell'osso. Un ritratto presente a Pskov, che poi in qualche modo era finito in Italia. Gorky lo consegnò alla Casa Puškin.
- Nel 1974, nella casa di Arina Rodionovna nel villaggio di Kobrino, fu aperto il museo "Casa della tata di A. S. Puškin".
- Nel 2000, il regista Sergei Seregin ha creato il cartone animato Лукоморье. Няня, dove i personaggi principali sono A. S. Puškin e Arina Rodionovna.
- Con il supporto del comico russo Mikhail Zadornov, sono stati eretti tre monumenti ad Arina Rodionovna: il primo nel 2008, al Parco Etnomir nell'Oblast' di Kaluga, il secondo a settembre 2009 a Bolshoye Boldino a Nizhny Novgorod Oblast e il terzo a maggio 2010 nel villaggio Voskresenskoye nell'oblast di Leningrado (realizzato dallo scultore Valery Shevchenko)[8][9][10]. Zadornov considerava fosse stata Rodionovna a instillare nel poeta l'amore per la parola, svolgendo un ruolo importante nel ritorno della "lingua russa originale"[8]
- Nel 2009 in occasione della commemorazione del 200 anniversario della nascita di Puškin, Sergueï Serioguine ha diretto un cortometraggio animato Loukomorie, dove il personaggio di Arina Rodionovna è doppiato da Natalia Kratchkovskaya.
- A San Pietroburgo sono state installate diverse targhe commemorative:
  - All'ingresso principale del cimitero ortodosso di Smolensk in via Kamskaya 24, tavola di marmo, 1976, architetto V. A. Komlenko, autori V. N. Korolev e M. A. Kurushin;[11]
  - Al civico 25 di via Marata, dove visse e morì la tata nel 1828; una tavola di granito e bronzo, 1991, scultore R. M. Tsyganov[12]